# ذكاء جماعي
ذكاء جماعي هو مصطلح يستخدم في أدبيات علم النفس الاجتماعي للإشارة إلى عملية تلقّي عدد كبيرة من الناس نفس المعرفة خلال تفاعل جماعي. هذا المصطلح ليس شائعاً في الدراسات الأكاديمية للذكاء البشري.
يدرس علماء النفس الذكاء الجماعي والمواضيع ذات الصلة كاللامركزية في اتخاذ القرار والحكمة الجماعية وذلك باستخدام معلومات تركيبة سكانية لدراسة تداعيات التغيّر الاجتماعي على المدى الطويل. كما يستخدم خبراء التسويق والاقتصاد السلوكي أبحاثاً مماثلة للتنبؤ بسلوك المستهلك (كأنماط الشراء مثلاً).

## التعريف
يصف مصطلح «الذكاء الجماعي» كيف يتلقى عدد كبير من الناس المعرفة، في أظل أفضل الظروف، وفي نفس الوقت. يتداخل هذا المصطلح مع مصطلحات أخرى كالذكاء الجمعي وحكمة الجمهور وعقلية القطيع.
يدّعي جيمس سورويسكي في كتابه «حكمة الجمهور» أن الذكاء الجماعي يتطلب استقلال الفكر وحُكم فائق. على عكس سلوك القطيع، فإن الذكاء الجماعي - كحكمة الجمهور- هو ظاهرة بشرية فريدة من نوعها. خلافاً لمصطلحي سلوك القطيع وعقلية القطيع، يدل الذكاء الجماعي على عمليات اتخاذ القرارات الأكثر عقلانية استناداً إلى ردود أفعال عاطفية أقل ومعرفة وتفهّم أكبر.